# Julien Schell

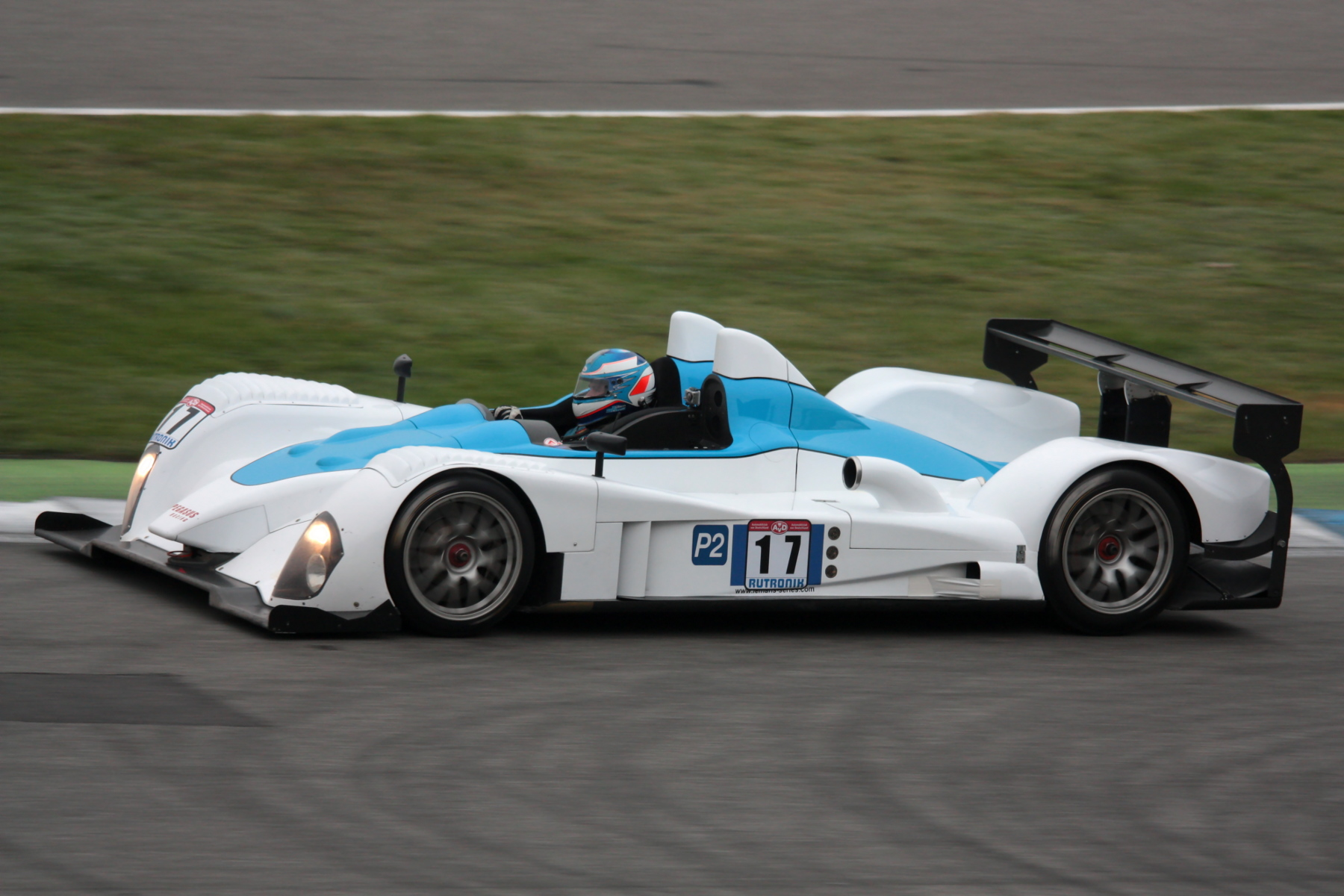
Julien Schell conduisant une Courage LC75 à l'AvD German Sports Car Cup à Hockenheim en 2013

Julien Schell, né le 30 janvier 1979 à Strasbourg, est un pilote automobile français. Il compte deux participations aux 24 Heures du Mans, en 2010 et 2014. Il est également le cofondateur de l’écurie Pegasus Racing.

## Biographie
En 1998, il fonde l'écurie Pegasus Racing avec Claude Shell,,.
En 2011, il s'engage en Le Mans Series dans la catégorie Formule Le Mans.
En 2010, il participe aux 24 Heures du Mans à bord de la Norma M200P de sa propre écurie ; sa course se solde par un abandon. En 2014, il est de retour dans la Sarthe, avec une Morgan LMP2 où il termine cette fois à la 18e place du classement général.
En 2014, il remplace Rémy Striebig pour la dernière manche de la saison de l'European le Mans Series : les 4 Heures d'Estoril.
En 2017, son écurie engage deux Ginetta G57-P2 en championnat VdeV où il y effectue un retour. Julien pilote l'une des deux autos en compagnie de Stéphane Raffin.